# Rochers de la Balme
Pour les articles homonymes, voir Balme.
Les rochers de la Balme (2 063 m) et la tête des Chaudières (2 029 m) sont deux sommets légèrement confondus du massif du Vercors, compris d'une part entre la Petite Moucherolle au nord-est et séparés de celle-ci par le col du Pas de la Balme, et d'autre part le Pas Ernadant au sud.
La tête des Chaudières, le plus septentrional des deux sommets, est un mont arrondi, tandis que la face est des rochers de la Balme se termine en falaise.

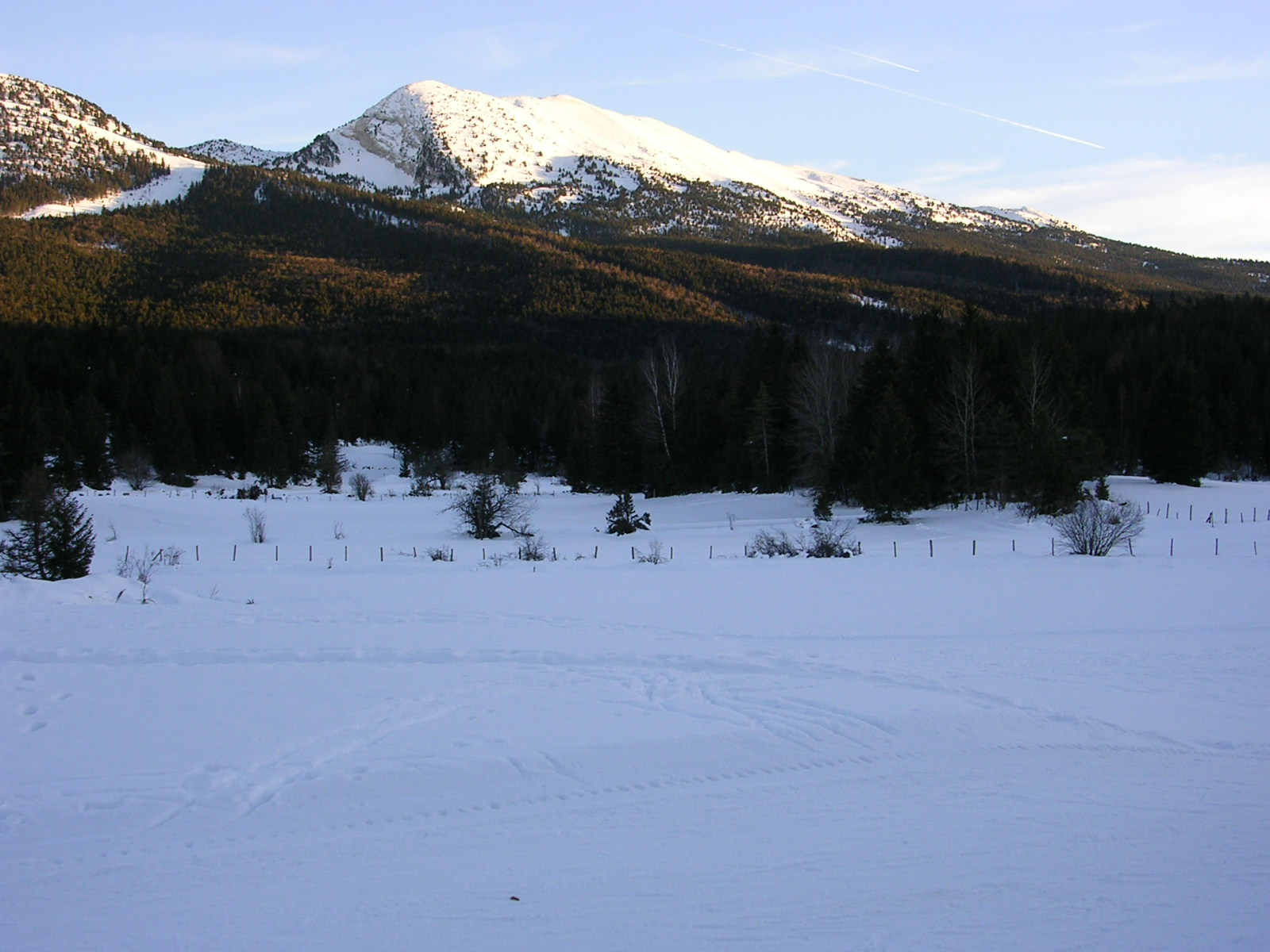
Face ouest, depuis le golf à Corrençon-en-Vercors.
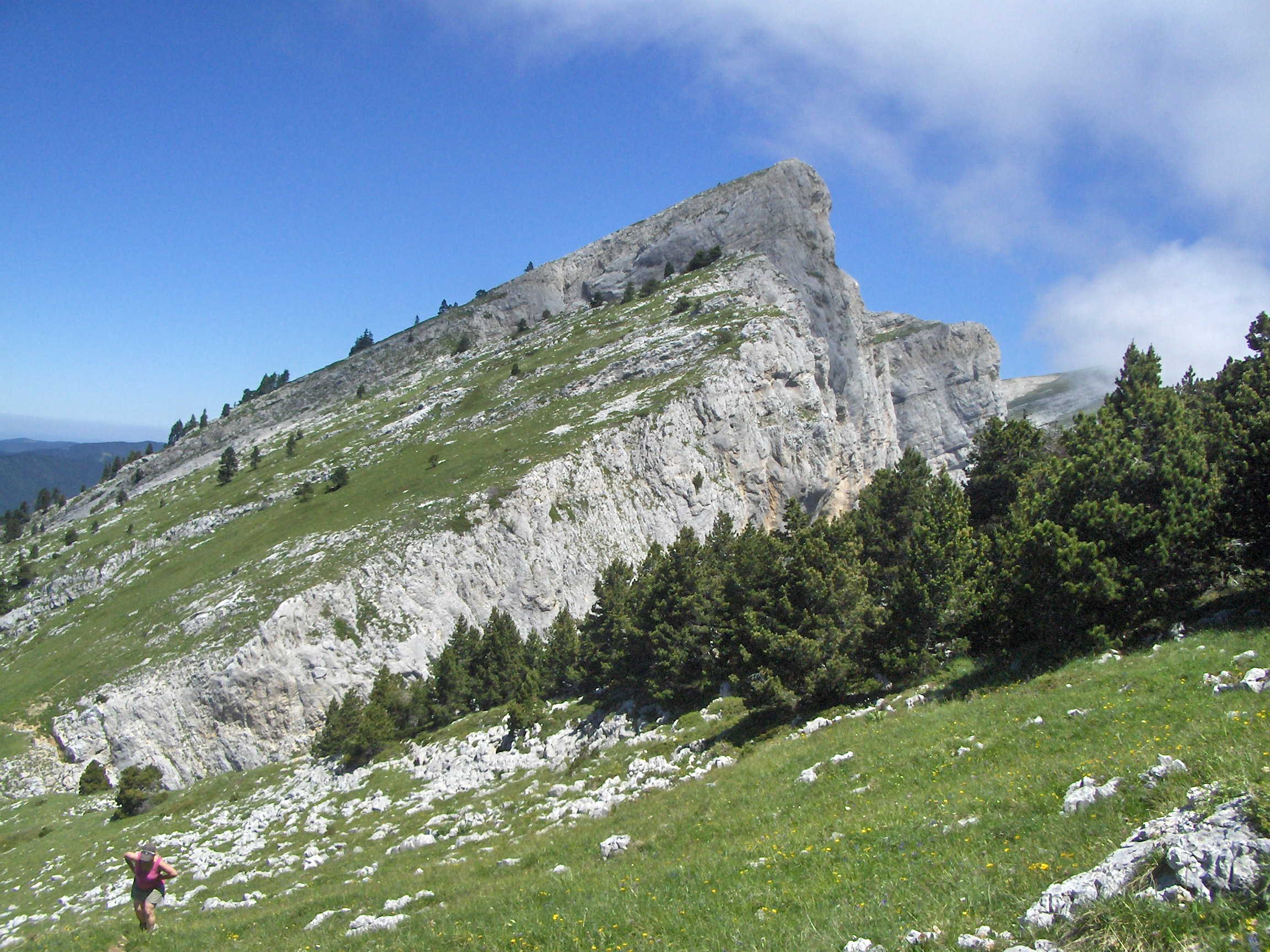
Les rochers de la Balme avec le pas Ernadant.
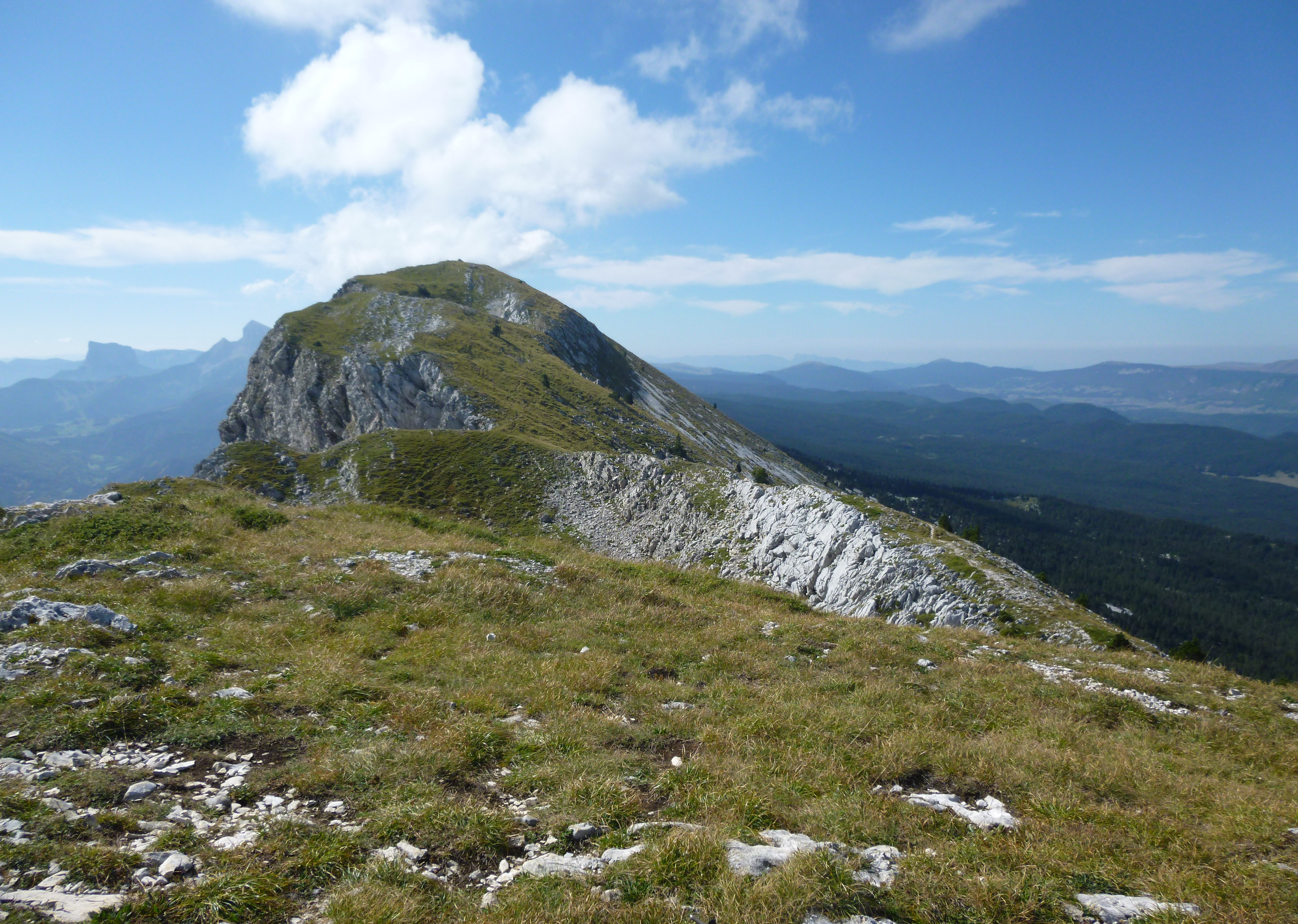
Sommet des rochers de la Balme depuis la tête des Chaudières.
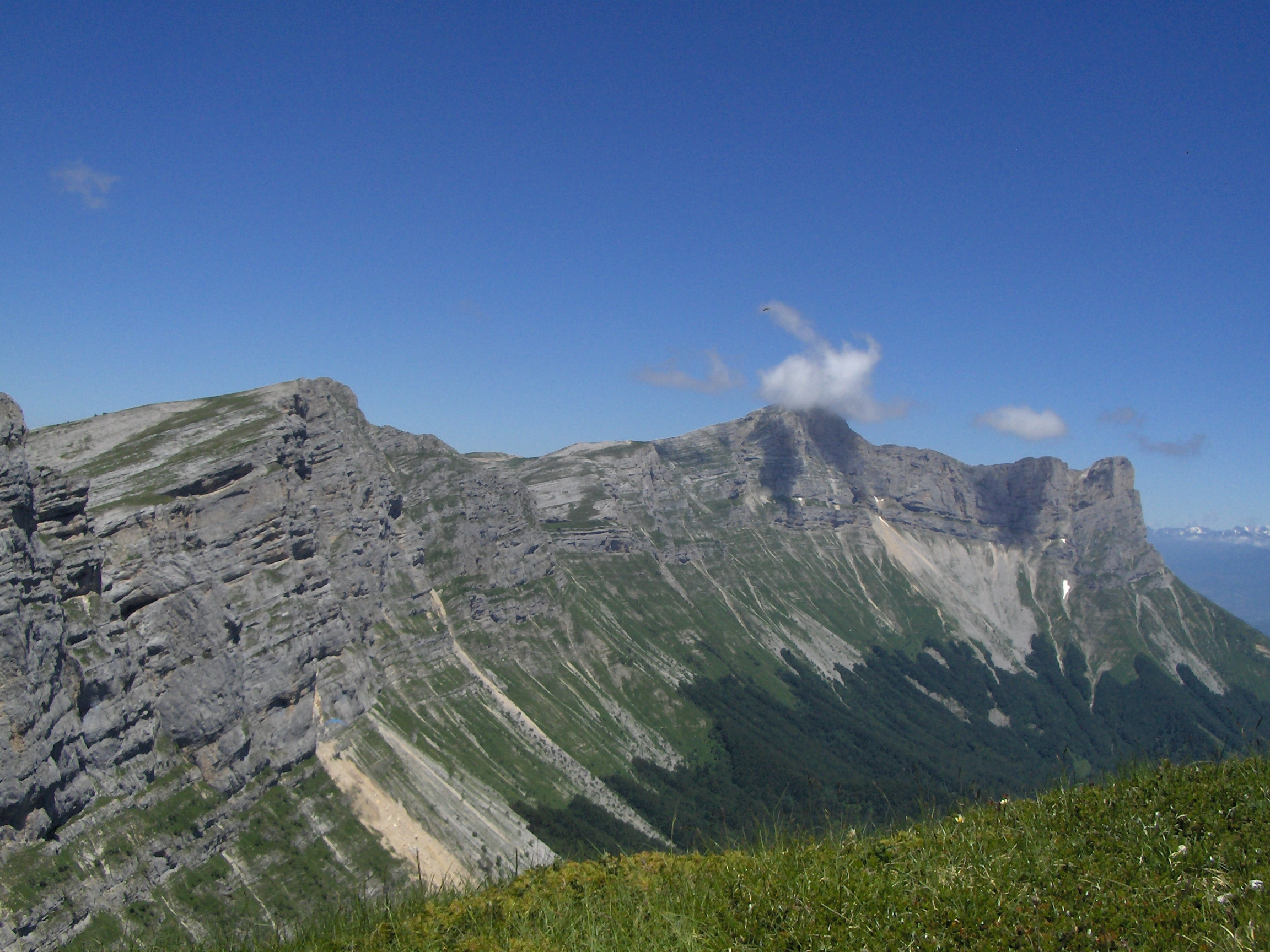
Les rochers de la Balme au premier plan à gauche prolongés par la Grande Moucherolle et les Deux Sœurs.
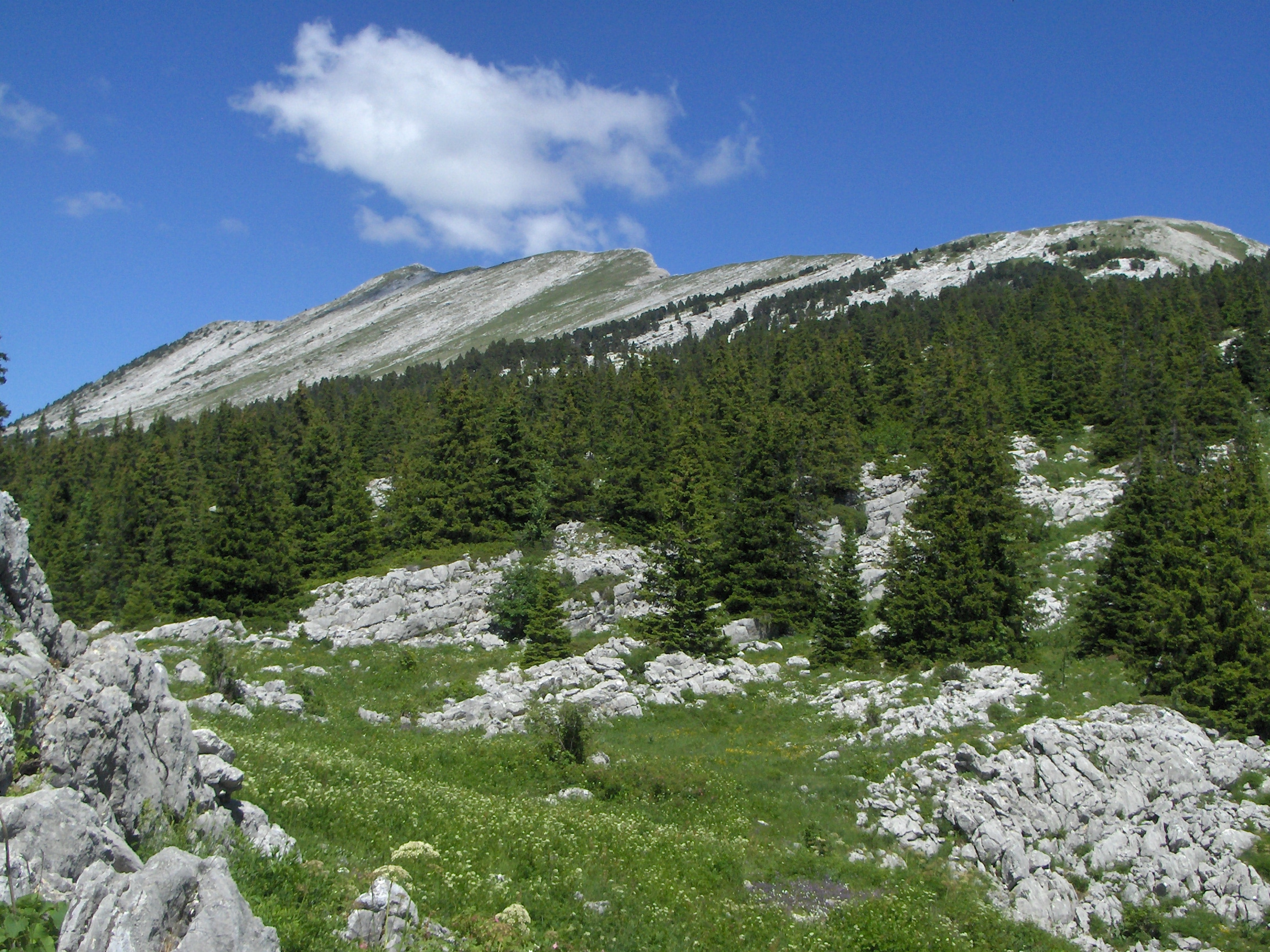
Vue des rochers de la Balme versant Vercors.

## Toponymie
Le toponyme « Balme » a une origine celtique et signifie « grotte » dans le Sud-Est de la France.

## Spéléologie

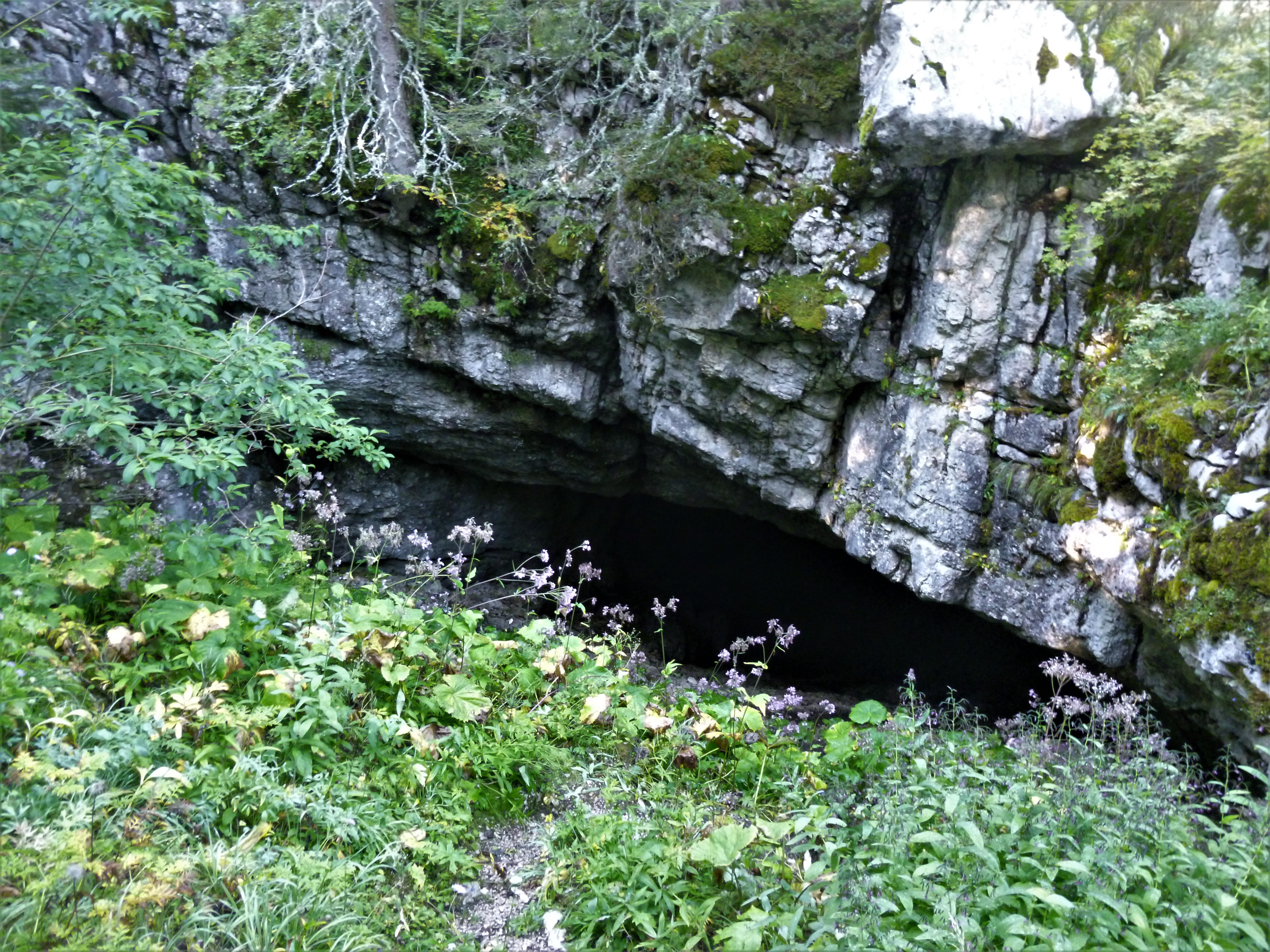
Scialet de la Combe de Fer.

Le secteur sous la tête des Chaudières comporte deux cavités importantes, l'ensemble Hachoir à viande - Cinq scialets et le scialet de la Combe de Fer. L'ensemble Hachoir à viande (1 780 m) - Cinq scialets (1 695 m) est une cavité méandriforme et s'arrête à −655 m sur un siphon au contact des marnes hauteriviennes. Le scialet de la Combe de Fer (1 555 m) présente une large galerie, ancienne perte glaciaire, jusqu'à −90 m, ensuite des puits et méandres permettent d'atteindre la profondeur de −580 m pour 5 000 m de développement. Sur une vire au pied de la tête des Chaudières, versant Trièves, se trouve le scialet des Sarrasins (1 860 m) de 450 m de dénivelé. Ce gouffre s'étendait plus à l'est avant le recul des falaises dû à l'enfouissement du Drac et au glacier de l'Isère durant les glaciations quaternaires de Mindel, de Riss et de Würm.

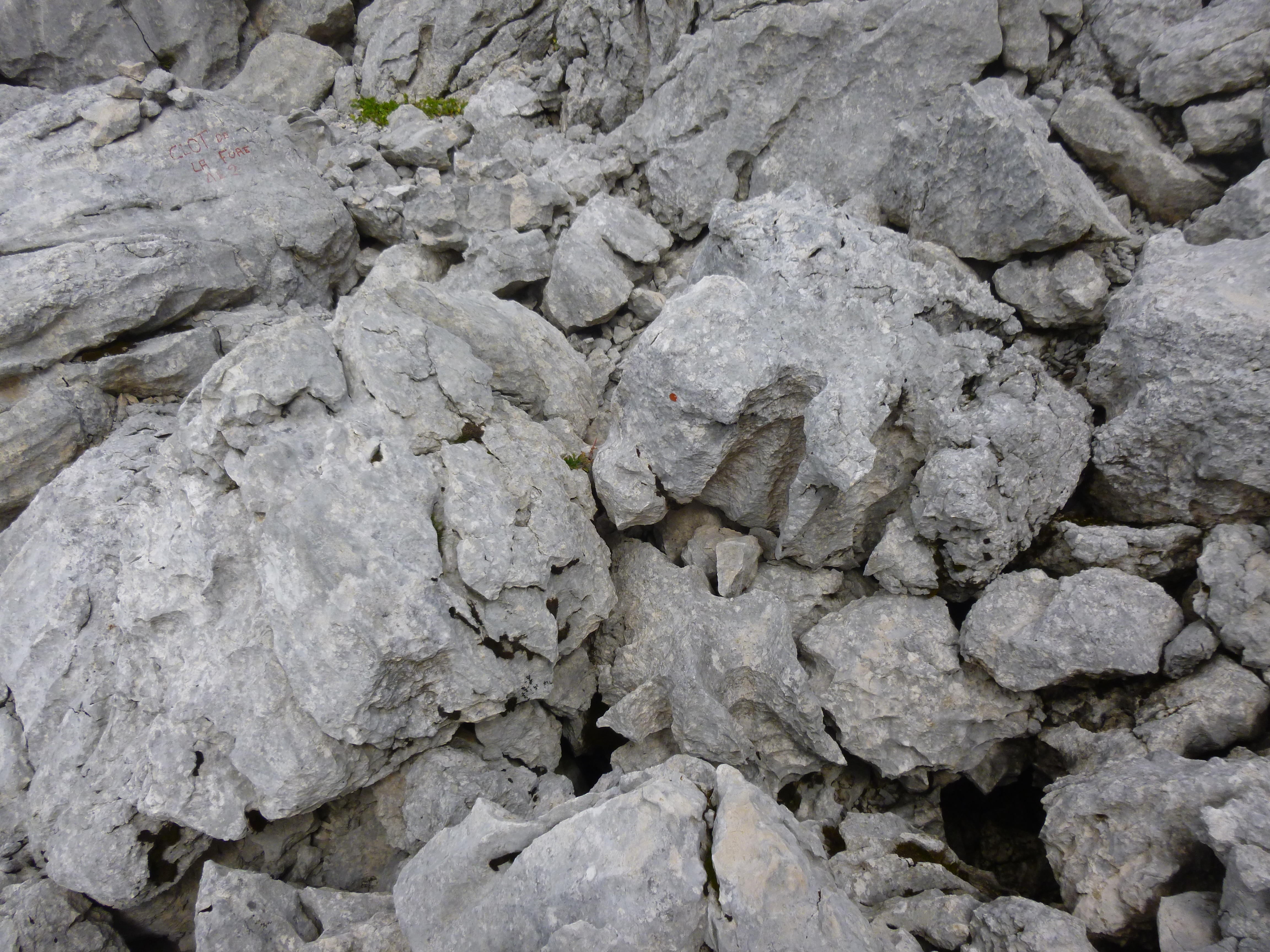
Entre les blocs s'ouvre l'entrée du scialet du Clos de la Fure.

Plus au sud, dans le prolongement des rochers de la Balme, se trouvent d'autres cavités profondes : le scialet de La Bulle (1 950 m), −396 m, et le scialet du Clos de la Fure (1 910 m) de 580 m de profondeur pour 4 300 m de développement. Mais la grande cavité du secteur est l'ensemble gouffre Myotis-Antre des Damnés (1 670 m) de 865 m de profondeur pour un développement de 5 000 m. Une série de puits dont un de 205 m, le Goudurix, amène à −475 m où une galerie suivant le pendage des strates s'arrête sur un siphon. Cette galerie se développe au contact entre l'Urgonien et les marnes hauteriviennes. L'entrée supérieure est le gouffre Myotis à l'altitude de 1 835 m relié à l'Antre des Damnés en 2004. Le creusement des cavités date des glaciations quaternaires mais certaines galeries (galerie des Merdeilles au Clos de la Fure) datent d'avant le Pliocène.
Les eaux rencontrées dans les différentes cavités ressortent à l'exsurgence de la Goule Blanche à 832 m dans les gorges de la Bourne.

## Randonnée pédestre
Plusieurs itinéraires à partir de Corrençon-en-Vercors ou de Château-Bernard, versant Drac, permettent d'accéder au sommet de la tête de Chaudières ou des rochers de la Balme. Les trois randonnées les plus fréquentées passent par le pas de La Balme, par la cabane du Serre du Play ou par le refuge de la Combe de Fer. Ces itinéraires peuvent s'effectuer également en hiver.